# Potash Corporation of Saskatchewan
Potash Corporation of Saskatchewan Inc. (Potash Corp., PotashCorp, произносится Потэш корпорейшн оф Сэскэчивен) — канадская химическая компания. Крупнейший в мире производитель карбоната калия (поташа), важного удобрения. Штаб-квартира компании расположена в городе Саскатун. Компания объединилась с базирующейся в Калгари Agrium и образовала Nutrien в результате сделки, которая была закрыта 1 января 2018 года.

## История
Компания основана правительством провинции Саскачеван в 1975 году, в 1989 она стала публичной (к 1990 году государство полностью избавилось от своего пакета).

## Собственники и руководство
Основные владельцы компании: фонды Capital World Investors (7,1 %), Primecap Management Company (3,26 %) (данные Bloomberg).
Главный управляющий компании — Уильям Дойл (William Doyle).

## Деятельность
Компания добывала различные соли и выпускала калийные (в том числе поташ), фосфорные и азотные удобрения.

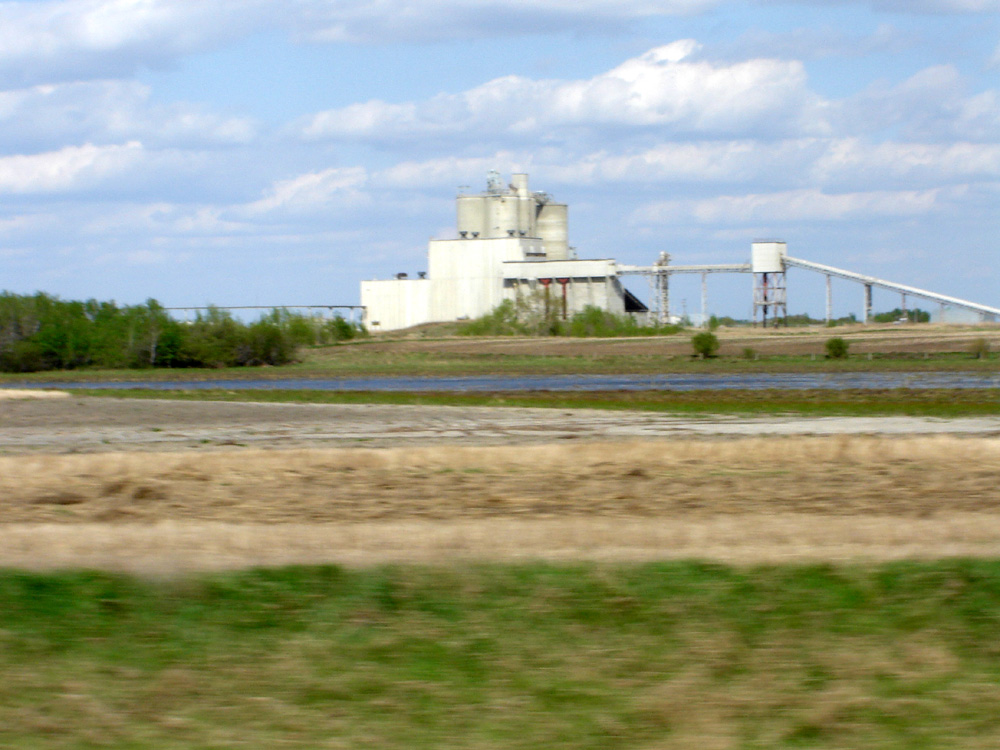
Одна из канадских шахт Potash Corp.

### Показатели деятельности
Численность персонала на середину 2010 года — 5,1 тыс. человек. Выручка компании за первое полугодие 2010 года составила $3,15 млрд, чистая прибыль — $921,2 млн.

## Критика
PotashCorp импортирует сырьё для производства фосфорных удобрений из Западной Сахары (ООН считает эту территорию незаконно оккупированной государством Марокко и требует проведения референдума о её дальнейшей судьбе). В связи с этим компания, закупающая сырьё у марокканского правительства, обвиняется сторонниками независимости Западной Сахары в поддержке оккупационного режима.